# 빌 조이
윌리엄 넬슨 조이(William Nelson Joy, 1954년 11월 8일~)는 미국의 컴퓨터 과학자이다. 1982년 스콧 맥닐리, 비노드 코슬라, 앤디 벡톨샤임과 함께 썬 마이크로시스템즈사를 공동 창립했고, 2003년까지 수석 연구원으로 재직했다. 버클리 대학의 대학원생 시절, BSD 유닉스 개발의 핵심적인 역할을 했으며, vi 편집기의 개발자로도 유명하다.
2000년에는 과학기술 발전에 대한 깊은 우려를 담은 에세이 "미래에 왜 우리는 필요없는 존재가 될 것인가(Why the future doesn't need us)"를 와이어드 지에 발표하여 큰 반향을 불러일으켰다.